# جوجل ودماغ العالم
جوجل ودماغ العالم(بالإنجليزية: Google and the World Brain)‏ هو فيلم وثائقي لعام 2013 عن مشروع مكتبة كتب جوجل من إخراج بن لويس، وإنتاج بي بي سي ، وبولار ستار فيلمز وآرت . ينصب التركيز الرئيسي في المؤامرة على الجدل المتعلق بحقوق الطبع والنشر الناجم عن المشروع الذي نتج عنه اتفاقية تسوية بحث الكتب من جوجل. ويتضمن مقابلات مع العديد من الشخصيات المعنية، بما في ذلك المستشارة الألمانية أنجيلا ميركل ومؤسس المشاع الإبداعي لورانس ليسيج. حصل الفيلم على العديد من الجوائز في المهرجانات.

## الروابط الخارجية
- الموقع الرسمي